# Tomás Porralis de Saboya
Tomás Porralis de Saboya (Francia, 1539-Pamplona, 1591) Impresor y librero. Nacido en 1539, de origen francés, tras recorrer en su juventud diversas poblaciones españolas, como Astorga, con solo 20 años, y, posiblemente, Coria, Sigüenza y Palencia, llegó a Navarra donde casó con María Périz, hijastra de Adrián de Amberes y, a su muerte en 1568, se hizo con la dirección del taller de imprenta que acaba de ser trasladado de Estella a Pamplona. Permaneció al frente del mismo durante 23 años, siendo el tipógrafo con mayor trayectoria laboral en el siglo XVI.  Se conoce la existencia de 49 libros impresos en su taller, lo que representa la mitad de la producción de las imprentas navarras del siglo XVI. Así pues, trabajó mucho y durante mucho tiempo, a una media de dos libros por año, aunque la calidad de su trabajo fue deficiente. 
Tras su fallecimiento, en 1591, su hijo Pedro continuó con el negocio familiar hasta su muerte en 1596.

## Vida y actividad como impresor y  librero
Vive en Pamplona, alquilado en la llamada “Casa de la Imprenta”, que pertenece a la viuda de Bereguer de Aoiz, por la que paga 25 ducados anuales. Aquí tiene el domicilio y el taller; además, posee una botiga aparte, que utilizó como librería, ya que en 1572 fue inspeccionada por los comisionados reales y, como resultado de ello, le fueron requisadas diversas publicaciones litúrgicas cuya venta había sido prohibida para propiciar la introducción del “Nuevo Rezado”, el libro de liturgia aprobado en el Concilio de Trento y de obligatoria adquisición por las parroquias. 
Testifica a favor de Pedro de Borgoña, en 1578, en el pleito que este mantiene contra Diego de Haro, que ha recibido del obispo de Pamplona el monopolio de la venta en la diócesis de los libros del “Nuevo Rezado”.
En 1591, año de su muerte, la “Casa de la Imprenta” ha pasado a propiedad del licenciado Juan de Aoiz, abogado de los tribunales reales, al que nombra sobrecabezalero de su testamento.
Pidió ser enterrado, amortajado con el hábito franciscano, en la parroquia de San Lorenzo, en la tumba de su suegro y de su mujer.

## Impresor oficial
Mantiene el privilegio alcanzado por su suegro, Adrián de Amberes, de impresor oficial de la ciudad, con sueldo anual de 50 ducados. Cuando ha terminado el plazo de diez años de la concesión a Amberes, el Regimiento lo renueva, en 1578, por otros diez y con la misma gratificación, con la condición de que mantenga la “imprenta de libros con todo el aparejo necesario” El privilegio excluye la competencia de otro impresor y por este motivo el Consejo Real, en 1583, ordena a Pedro de Borgoña que renuncie a instalar una imprenta.

## Deudas agobiantes
Los primeros años de trabajo están marcados por los problemas económicos, hasta el punto de que en 1571 se encuentra en la cárcel “preso por deuda” de 21 ducados con Claude de Borgoña, hermano del impresor Pedro de Borgoña, y, para recuperar la libertad Miguel de Aranaz, mercader, vecino de Pamplona, ha de abonar una fianza.
Los agobios económicos se hacen apremiantes en 1579, cuando no puede pagar los salarios de sus trabajadores y es denunciado por Diego Hernández, que le reclama seis meses de retrasos que suman ocho ducados. El asunto llega a los tribunales que le obligan a saldar la deuda con Hernández y, al carecer de dinero, se le embarga un centenar de libros.
La penuria no remite, ya que, en ese mismo año de 1579, se ve apremiado ante los tribunales para pagar la deuda contraída con Alfonso de Eguía, hijo de Miguel de Eguía, por importe de 25 ducados, posiblemente por el arrendamiento de un inmueble. Para satisfacerla ha de recurrir a sus honorarios de impresor de la ciudad que, a su vez, tenía destinados a pagar la renta de la vivienda a Graciana de Orbara, viuda de Berenguer de Aoiz, quien había accedido a demorar el cobro. Por este asunto, nuevamente, fue a parar a la cárcel, donde permaneció cuatro meses, desde la que imploraba salir porque “con la larga prisión está fatigado y gastado y padecen así él como su mujer e hijos y hace mucha falta en su oficio.” 
A su muerte deja más deudas que bienes, aunque tenía algunos cobros pendientes que detalla en el testamento. Así, se recoge la compra de papel a Sancho de Arteta, de Pamplona, por importe de siete u ocho ducados, y la realizada a Martín de Anués y Murillo, de Sangüesa, por una bala de papel marquilla por importe de 162 reales. Los negocios con Juan Boyer, en Medina del Campo, se refieren a la recepción de una carga de “linosa” por valor de 700 reales mientras que él le ha enviado 100 ejemplares, a real el volumen, del Cómputo eclesiástico, del dominico Bartolomé Vega, que había impreso en tres años antes. 
Un francés, cuyo nombre sería Juan Ragelimpres, le debe 14 o 15 ducados que va a ser difícil cobrar ya que “está preso en el Santo Oficio de la ciudad de Logroño”. Por su parte, el obispo de Pamplona le debe 700 reales de las Constituciones sinodales que le acababa de imprimir y Miguel Baztán, músico de tecla, fraile del Monasterio de Nájera, le adeuda 20 ducados “por obligación testificada”. Al “forrador” —encuadernador— de Pamplona, Miguel de Echalar le había prestado siete ducados de los que tan solo le había devuelto tres.
Es probable que, apremiado por las estrecheces económicas, se viera obligado a trabajar al margen de la imprenta. Y, así, se dedicó a gestionar negocios de particulares, como es el caso de María Isabel y Ana de Colindres, hermanas de Pedro de Colindres y Ana de Eulate, vecinos de Estella, a las que representó contra Martín de San Cristóbal, también vecino de Estella. Por estas gestiones pide en su testamento que se cobre su “trabajo”.

## Actividad impresora
Al cabo de cuatro años de tomar posesión de la imprenta, en 1572, se traslada a Tudela para atender los encargos realizados por Simón Abril, maestro de Gramática. Permanece en la ciudad el año 1572 y parte de 1573, periodo en el que saca a la luz cinco títulos.

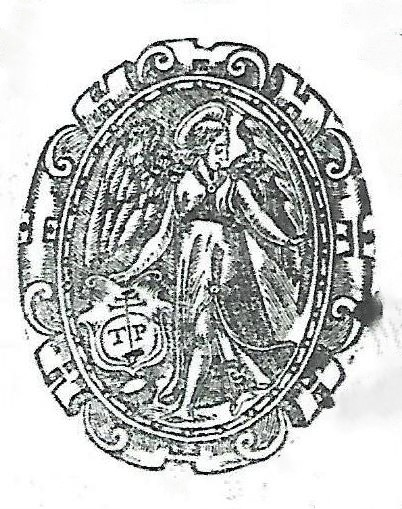
Marca de impresor de Tomás Porralis

En 1580 debió de publicar en la localidad aragonesa de Épila la Primera parte de la Clara Diana, del cisterciense Bartolomé Ponce de León, en cuyo pie de imprenta aparece el nombre de Tomás Porralis.
Se trata de un volumen en octavo de algo más de 400 páginas. Sorprende el traslado del impresor pamplonés a un lugar distante casi 200 kilómetros, existiendo imprentas en la vecina Zaragoza, para imprimir solamente una obra. Sea como fuere, la estancia debió de ser breve ya que en el mismo año imprime dos libros en Pamplona.
En relación con las obras impresas en la capital navarra, se ha de tener en cuenta que en 1584 imprimió Lámpara encendida, libro de perfección religiosa editado por su autor, Jerónimo Gracián de la Madre de Dios, a la sazón en la ciudad atendiendo a la fundación del convento de carmelitas descalzas. No se conocen ejemplares de esta edición pero en las posteriores se reproduce la licencia del Consejo Real de Navarra concedida a Tomás Porralis en 1584.
Por lo que atañe a trabajos menores, imprime un pliego con un poema sobre la rebelión de los moriscos, escrito por Gaspar de la Cintera, ciego de Úbeda residente en Granada. Lleva en la primera página la referencia de Tomás Porralis y la fecha de 1571. Consta de cuatrocientos versos y concluye con cuatro sonetos; está impreso en folio, en cuatro hojas a dos columnas con tipos góticos, como era frecuente en las obras literarias de asunto legendario e histórico. El original se ha encontrado en un documento del Archivo Provincial de Huesca, lo que probaría la difusión de estas impresiones populares fuera del Reino de Navarra.

## Taller de imprenta
En 1579 trabajan en su taller seis personas de las que tres son oficiales: Diego de Nájera, de 20 años, “tirador” [que maneja la palanca de la prensa]; Diego Hernández, castellano, de 27 años, que trabaja como tirador y componedor, “oficio de mayor ciencia y trabajo que el de batidor”; y el más veterano, Antonio de San Pedro, de 48 años, posiblemente batidor [entinta la plancha de impresión]. De la encuadernación se encarga Pedro de Borgoña, de 40 años. Los tiradores y tipógrafos cobran cuatro ducados mensuales mientras que los batidores, cuyo trabajo requiere menos esfuerzo que el del tirador, perciben la mitad de sueldo que los anteriores. A todos ellos el patrón, además, les proporciona “costa y cama”.

## Producción de libros
Tomás Porralis, a lo largo de 23 años, imprime 49 libros, que representan la mitad de la producción del XVI en Navarra. La media anual se sitúa en 2,1 libros, lo que supone el doble de la registrada en la centuria y la más alta de los impresores navarros de la época. 
La actividad es constante y solo se registra un año sin libros (1574). El ritmo de trabajo se intensifica en 1573, con motivo de su estancia en Tudela atendiendo los encargos de Simón Abril, y en el último tramo de su vida.
El reparto por temas de las publicaciones es relativamente equilibrado con la excepción de la Historia en la que únicamente figuran tres títulos, dos de los cuales se refieren a biografías. En la Literatura predominan los textos escolares para el aprendizaje del latín encargados por Simón Abril, a los que se añaden las ediciones en 1578 y 1582 de la Diana enamorada. En el apartado de Derecho diez de los trece títulos registrados corresponden a Cuadernos de Leyes y otras publicaciones legislativas, lo que da idea del trabajo que aportan las instituciones al taller de Porralis, que, conviene recordar, era el impresor oficial del Reino. En el capítulo de Ciencias y Artes los asuntos se multiplican, con títulos de medicina, veterinaria, filosofía, psicología —Examen de ingenios de Huarte de San Juan— o arte militar. Las obras de Religión, a pesar de que casi representan una quinta parte del total, tienen una presencia porcentual menor que la correspondiente a la conjunto de las imprentas navarras del XVI —18,3 y 23,8 por ciento respectivamente—.
| Producción de libros de la imprenta de Tomás Porralis (1569-1591) |
| ----------------------------------------------------------------- |
|                                                                   |

Llama la atención el elevado porcentaje de ediciones en octavo, un formato menor, que supera en 15 puntos la media del siglo en Navarra. Se trata de libros destinados a los estudiantes y de contenido relacionado con las Ciencias y Artes, donde figuran obras de divulgación. El tercio de obras en folio estaría integrado por las ediciones del Reino.
La calidad de los trabajos salidos de la imprenta de Tomás Porrales es modesta, toda vez que únicamente un tercio de los títulos evaluados se considera que presentan una impresión buena, lo que supone seis puntos por debajo de la media de la centuria; además, se ha de tener en cuenta que no se registra una sola publicación excelente. El tono anodino de las impresiones de Tomás Porralis domina la mitad de su producción y no consiguen mejorarlo ni los encargos institucionales, como los Cuadernos de Leyes, impresos rudimentariamente en papel de poca calidad, ni los impresos menores que le encomiendan el obispo y el virrey.
Emplea como marca tipográfica de su taller la de los impresores castellanos Millis, para los que trabaja en alguna ocasión, con la única variante de sustituir las iniciales de Guillermo Millis por las suyas. La imagen representa un ángel con un escudo en la mano derecha, donde figuran las iniciales, y una palma en la izquierda. La calidad del taco xilográfico del impresor pamplonés es claramente inferior al original castellano.
Constituciones sinodales promovidas por el obispo de Pamplona Bernardo de Rojas y Sandoval, impresas en la capital navarra por Tomás Porralis en 1591]]

## Galería de imágenes

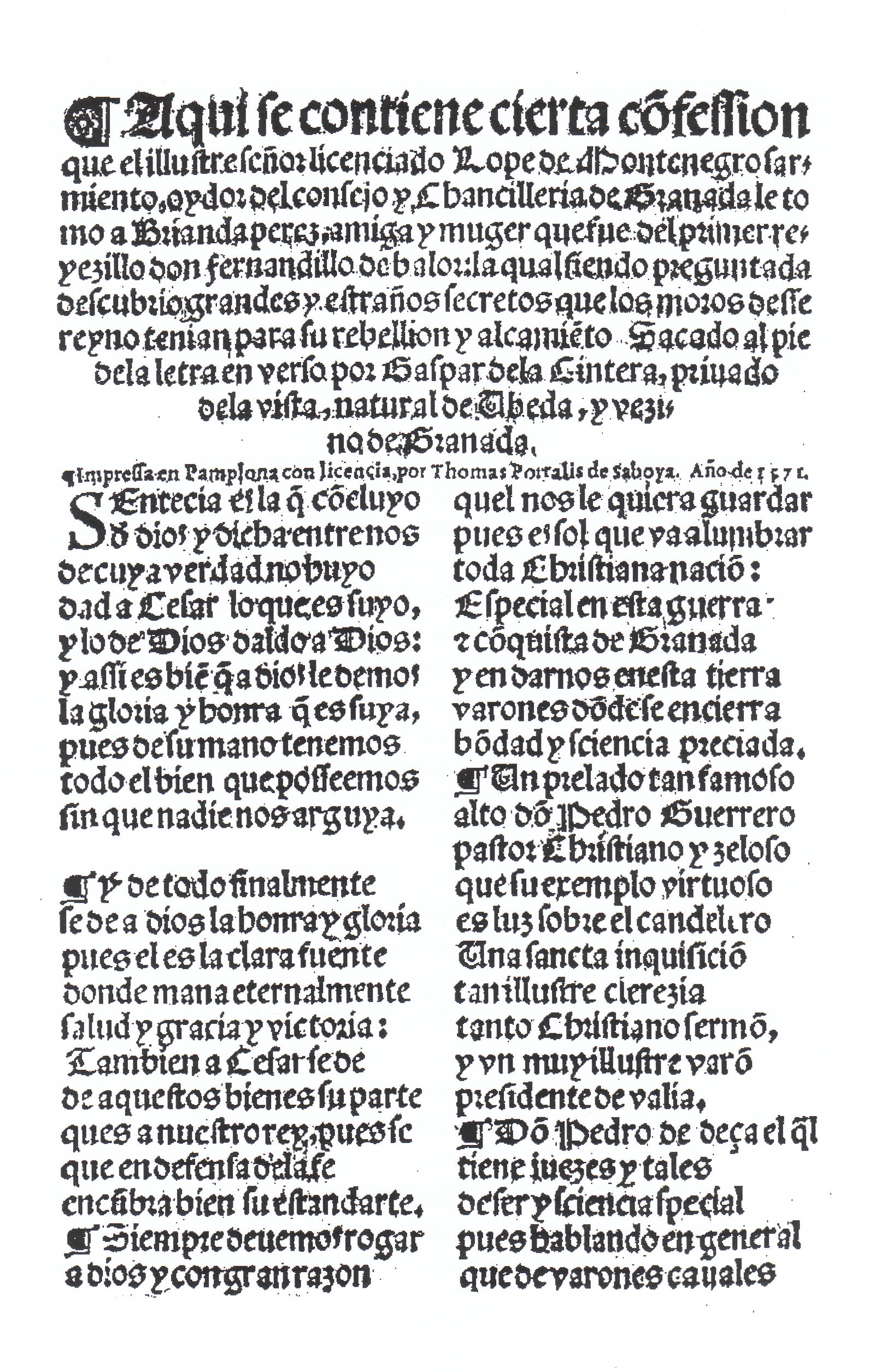
Pliego suelto sobre la rebelión de los moriscos, impreso en 1571, en el mismo año en que fue sofocada
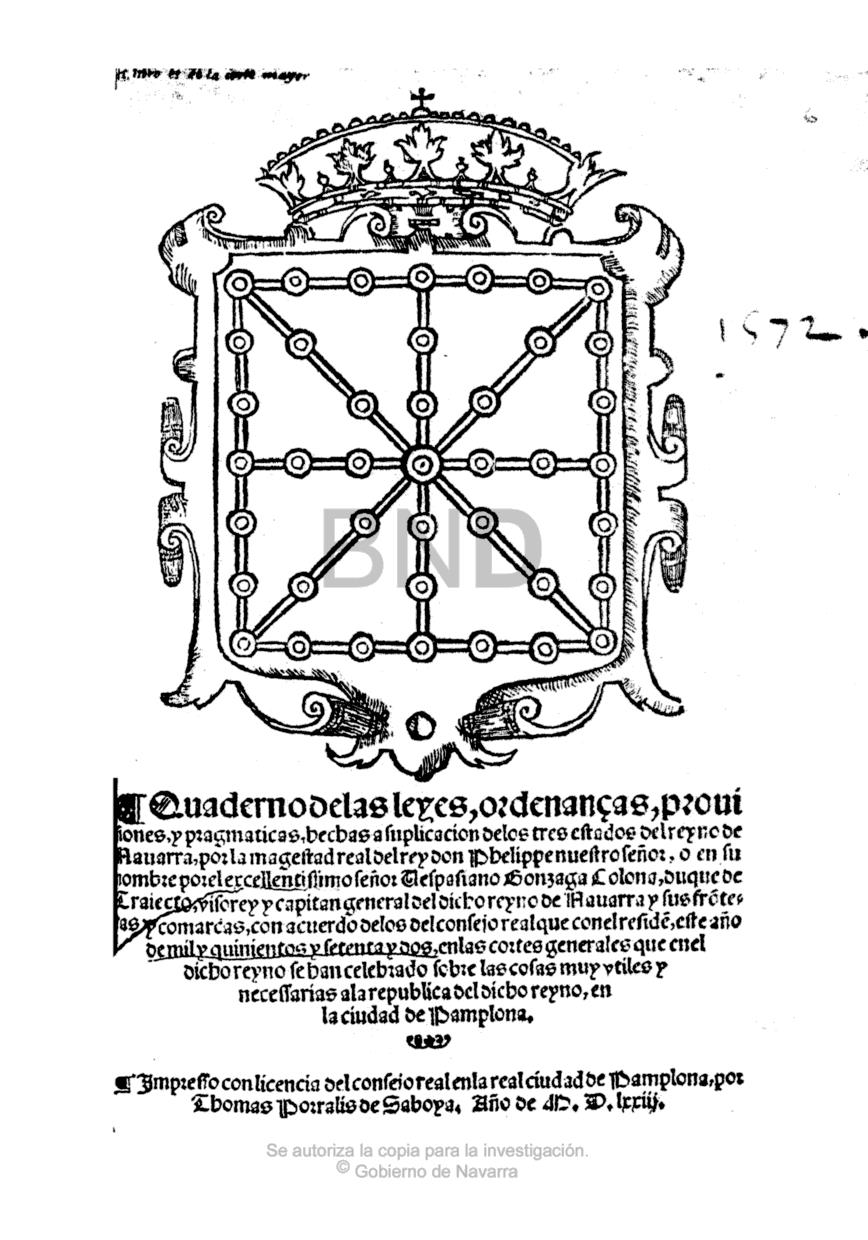
Cuaderno de las leyes aprobadas en las Cortes celebradas en Pamplona en 1572
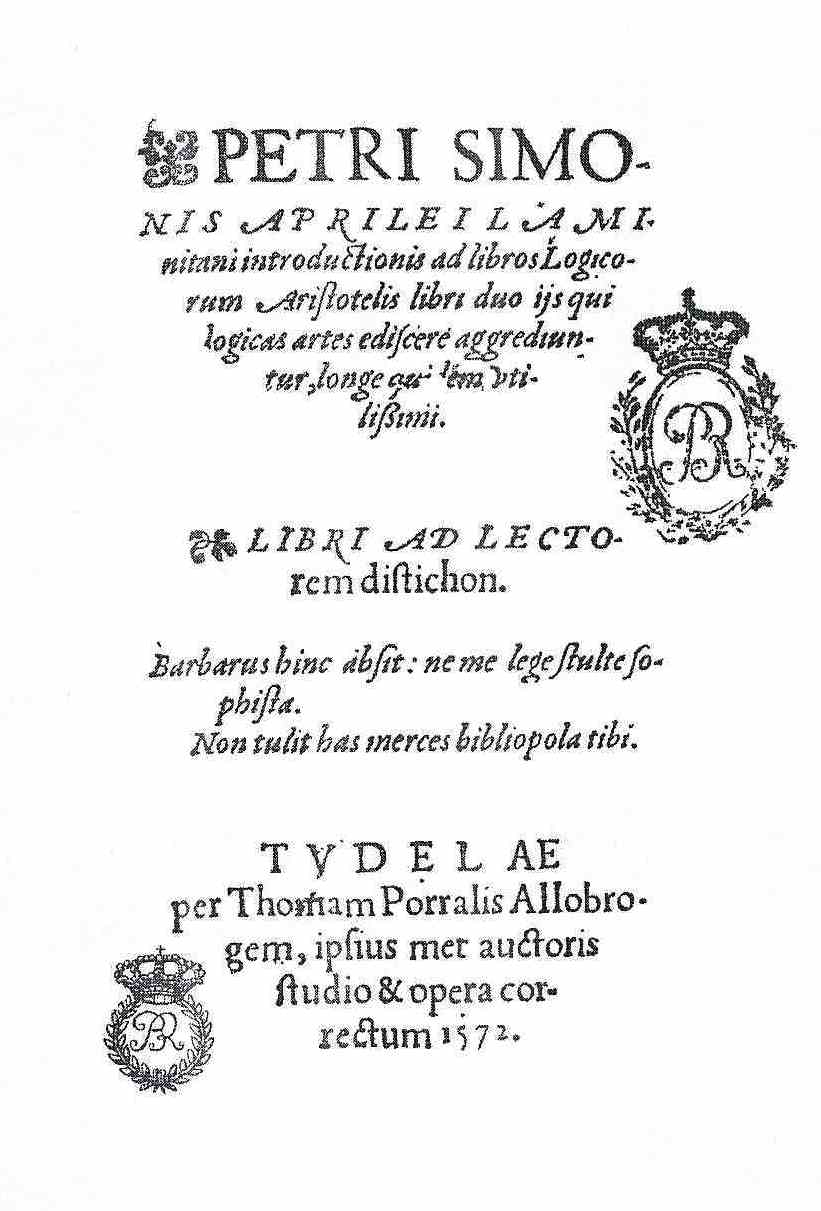
Manual sobre la Lógica de Aristóteles impreso en Tudela en 1572
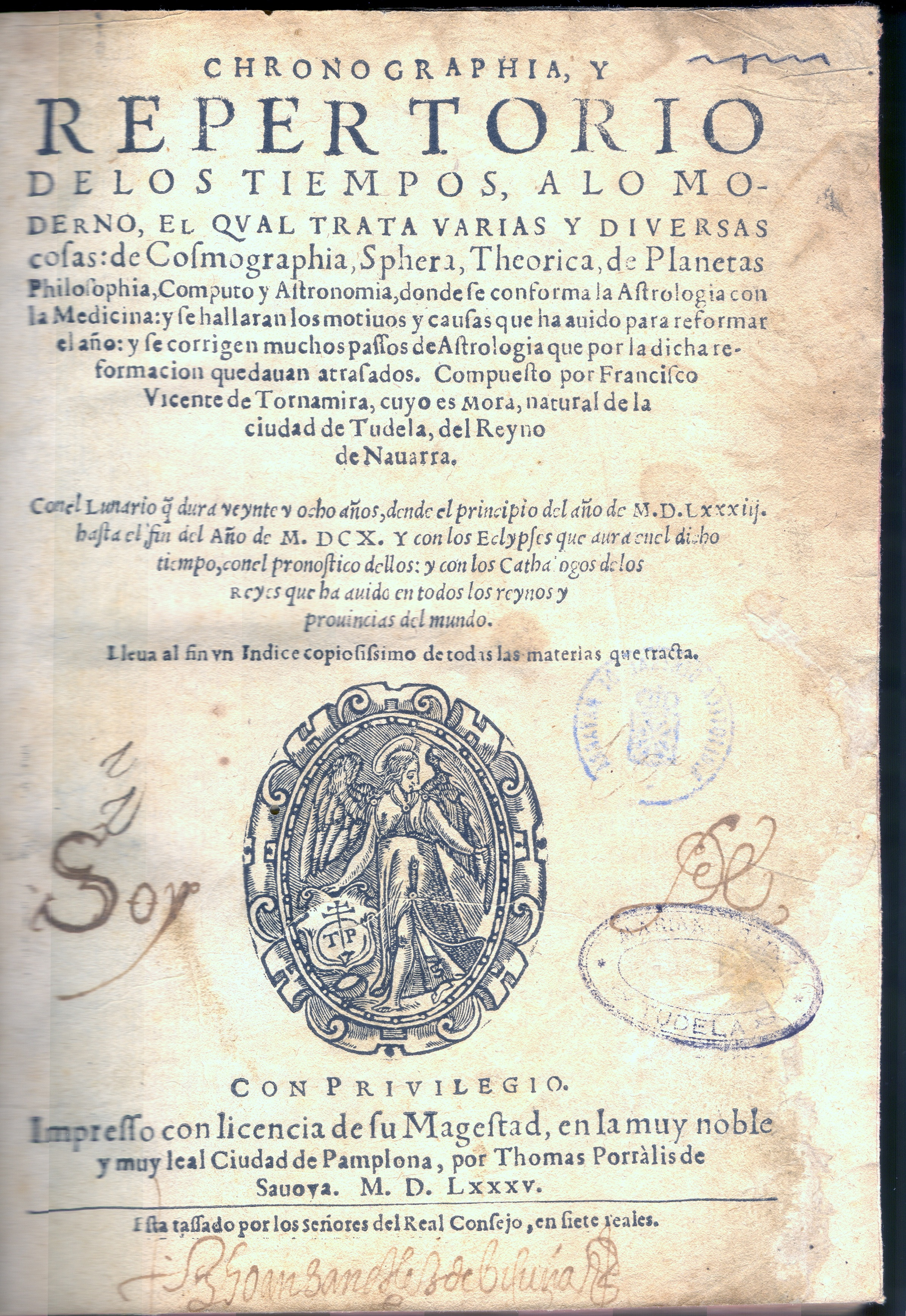
"Chronographia" del vecino de Tudela Francisco Vicente de Tornamira (1585)
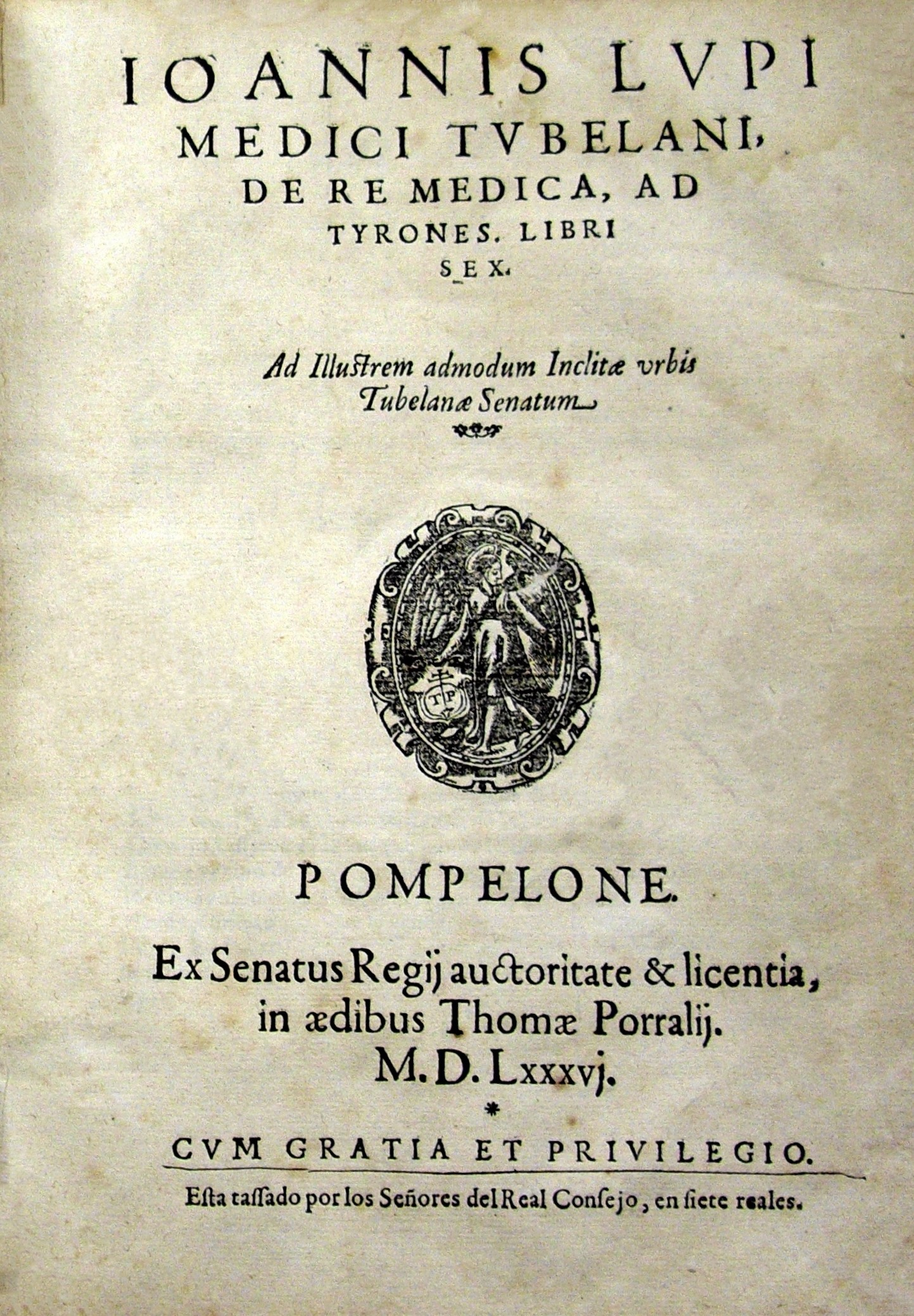
"De re medica" del médico de Tudela Juan López (1586)